# Anna Świrszczyńska
Anna Świrszczyńska   (Varsòvia, 7 de febrer de 1909 - Cracòvia, 30 de setembre de 1984), AFI /ˈanna ɕˈvirʃt͡ʂɨɲska/, (també coneguda com a Anna Swir) fou una poetessa, dramaturga i prosista polonesa, autora d'obres per a nens i joves.

## Biografia
Filla de Jan Świerczyński i Stanisława, de soltera Bojarski (Świrszczyńska es tracta d'una entrada incorrecta, però mai corregida, del seu cognom al llibre de registres), des de ben jove va viure en estret contacte amb l'art. El seu pare era pintor, escultor i etnògraf. Després de graduar-se al gymnasium de Janina Tymińska a Varsòvia i aprovar els exàmens finals (1927), Świrszczyńska va començar a estudiar polonès a la Universitat de Varsòvia. No tenia recursos econòmics per als estudis artístics previstos: Jan Świerczyński creava principalment composicions històriques monumentals, per a les quals li era difícil de trobar compradors, raó per la qual la seva família vivia molt modestament. La bellesa i la riquesa de la seva llengua materna (sobretot el polonès antic) va impulsar Świrszczyńska a dur a terme els seus propis intents poètics.
El 1930, al setmanari Płomyk, es va publicar un poema titulat Śnieg ("Neu"). No obstant això, Świrszczyńska considerava que el seu debut real fou el poema Południe, imprès el 1934 al setmanari Wiadomości Literackie (va guanyar el primer premi al Torneig de joves poetes). El 1936 va esdevenir membre de la Unió d'Escriptors Polonesos (ZLP, per les seves sigles en polonès). Aleshores, va començar a escriure obres per a nens, i va continuar fent-ho gairebé tota la seva vida (al principi també amb Janina Porazińska). Els anys 1936–1939 va treballar a la Unió de Professors de Polònia (ZNP, per les seves sigles en polonès) com a editora del Mały Płomyczka. Vapublicar en revistes infantils i juvenils editades per la ZNP, és a dir, al Mały Płomyczek, Płomyk, Płomyczek així com al Kurier Warszawski Dzieciom i al setmanari Pion.
El 1936 va participar en una vaga de professors que protestaven contra la suspensió de les activitats de la junta principal de la ZNP (el motiu d'aquesta decisió per part de les autoritats estatals va ser la promoció del comunisme i de l'estat soviètic en un dels números de Płomyk).
El 1936 apareix la primera edició de poemes de l'autora: el llibre Wiersze i proza ("Poemes i prosa"), publicada a càrrec seu.
Durant l'ocupació va romandre a Varsòvia. Després d'haver perdut la feina anterior, va treballar en diversos llocs: feu de venedora, d'auxiliar d'infermeria a un hospital, de cambrera en una pastisseria o a una empresa de lliurament de pa. Amb tot i això, no va interrompre la seva creació literària. El 1942, apareixia el seu poema titulat Rok 1941 ("Any 1941"), i el 1943 es va crear una de les seves millors obres escèniques: un drama basat en motius antics, Orfeusz ("Orfeu"). Aquesta obra va guanyar el segon premi en un concurs literari organitzat per la clandestinitat cultural de Varsòvia, en la vida del qual Świrszczyńska va participar activament: va publicar en revistes i publicacions clandestines, va publicar un altre llibre per a nens i va planejar escriure una sèrie de novel·les històriques per a joves. Ja després de la guerra, tanmateix, només apareixia el primer dels volums previstos:  Arkona – gród Świętowita ("Arkona - el reducte de Świętowit"), sobre la batalla de les tribus eslaves amb els germànics. La gran majoria dels seus textos destinats al jove lector són poemes d'història polonesa i llegendes històriques poloneses.
Świrszczyńska va participar en la Revolta de Varsòvia (1944) com a infermera. Després del seu fracàs, va aconseguir arribar a Sochaczew, des d'on a principis de 1945 va anar a Cracòvia, on va viure fins al final de la seva vida.
A Cracòvia va tornar a la creació literària; ha publicar en moltes revistes, incloses Dziennik Polski, Iskierki, Świerszczyk i Tygodnik Powszechny, va cooperar amb Polskie Radio ("Ràdio Polonesa"), que emetia programes i obres de la seva autoria, i també va escriure guions per a pel·lícules d'animació. Els anys 1946–1950 va treballar com a directora literària del Teatre Estatal del Jove Espectador de Cracòvia. Aquest teatre va ser el seu últim empeador. Des de 1951, es va dedicar íntegrament a l'obra literària. El 8 de febrer de 1953, juntament amb altres escriptors, va signar una Resolució de la Unió d'Escriptors Polonesos a Cracòvia que expressava el suport a les autoritats estalinistes de la República Popular de Polònia, després d'una sentència que condemnava uns clergues catòlics a la pena de mort en un judici farsa anomenat judici als sacerdots de la cúria de Cracòvia.
El 1953 es va casar amb l'actor Jan Adamski, amb qui va tenir una filla Ludmila; el 1968 la parella es va divorciar.
El segon volum de la seva poesia, Liryki zebrane, va aparèixer només vint-i-dos anys després del seu debut: el 1958, Świrszczyńska va incloure poemes escrits en diversos anys, entre ells el període de la guerra i sobre la guerra.
Als anys seixanta i vuitanta va publicar les seves obres a Płomyk, Poezji, Literatura, Kultura i Szpilki. Es van publicar sis nous volums de poesia (entre ells alguns de tan significatius com Jestem baba el 1972 o Budowałam barykadę a partir del 1974) i diverses tries de la seva obra anterior.
La seva activitat creativa no passà desapercebuda: per les seves obres destinades a nens i joves va ser guardonada amb el Premi del primer ministre (1973); el 1976 va rebre el Premi Ciutat de Cracòvia per promoure la cultura. Va ser guardonada amb la creu de cavaller (1957) i la creu d'oficial (1975) de l'Orde Polònia Restituta i la Medalla de la Comissió Nacional d'Educació.
És enterrada al cementiri Rakowicki a Cracòvia.

## Creativitat
L'obra d'abans de la guerra de Świrszczyńska és sovint una descripció poètica de determinades imatges (fins i tot literalment enteses; els poemes tenen subtítols: fresc, tapís, tapís barroc). És com un rastre de la infantesa passada a l'estudi del pare, entre pintures, reproduccions, àlbums: la seva pròpia “pintura” del món. La cura, fins i tot la minuciositat en l'elecció de les paraules, les estilitzacions freqüents en l'antic idioma polonès li van permetre de crear miniatures poètiques molt elaborades. Aquest do de trobar les paraules i la brevetat adequades de la pròpia afirmació va ser utilitzat adequadament per la poetessa en els anys posteriors.
Durant la guerra, va resultar que la forma i l'estil actuals de dir al món no podien encaixar i transmetre el que aleshores calia descriure. Potser va ser llavors quan va decidir que comunicar els seus propis sentiments seria molt més important que descriure la imatge i les impressions rebudes.
A la col·lecció de poemes Czarne słowa ("Negres paraules", 1967) hi ha una fascinació per l'exòtic i el "primitiu". La poetessa busca aquí alguna cosa original i autèntica en la cultura tradicional africana amb les seves màscares i cançons. També hi ha el començament del retratat de la dona que després desenvoluparia a la col·lecció de poesia Jestem baba. ("Sóc una dona", 1972).
Una característica important de la poesia de Świrszczyńska és el seu interès per la dona, per la psicologia femenina i diversos aspectes del cos femení. A Jestem baba, escriu a fons i sense compromís, amb honestedat gairebé exhibicionista, sobre una manera femenina de veure i percebre el món. Els poemes versen sobre la sensualitat i la biologia del cos femení en diferents etapes de la vida, sobre el part i l'enyorança d'un home. Va ser pionera en la poesia polonesa per expressar aquest tipus d'experiència femenina.
Les experiències de la Segona Guerra Mundial van tenir un efecte devastador en Świrszczyńska i en molts altres poetes de la mateixa generació. La brutalitat de la guerra semblava requerir un nou llenguatge poètic. Per a Świrszczyńska, això va conduir, entre altres coses, a una poesia més personal i emocional. Va lluitar durant molt de temps per trobar una veritable expressió de les experiències viscudes durant la Insurrecció de Varsòvia quan, com a infermera, va entrar en contacte estret amb la crueltat de la guerra. Trenta anys després de la revolta, el 1974, va publicar la col·lecció de poemes Budowałam barykadę ("Bastint la barricada"). En aquests poemes no hi ha metàfores poètiques artificials, la seva forma és lacònica i rigorosa, i no representen principalment el coratge guerrer dels guerrers, sinó una vida quotidiana plena de fam, por, patiment i mort. Tanmateix, el llibre va tenir algunes crítiques negatives quan es va publicar, ja que molts lectors van percebre la severa forma i l'absència de retrats heroics com a manca de patriotisme.
Les dues col·leccions de poemes Jestem baba i Budowałam barykadę poden considerar-se oposades entre elles, una sobre la guerra i una altra sobre l'experiència privada de ser dona. La investigadora de la literatura Małgorzata Baranowska, però, sosté que són més aviat interdependents.Sense el xoc de les experiències de guerra, la poetessa no hauria començat a buscar una nova expressió d'emoció o cos i, sense la visió de la feminitat, no hauria retratat la Insurrecció de Varsòvia de la manera en què ho feu.
En molts poemes hi ha un humor grotesc i terrorífic on es processen i distorsionen antigues al·legories conegudes. La característica de Świrszczyńska també era que reelaborava constantment els seus poemes: els escurçava, canviar l'estrofa, afegia subtítols o reescrivia. Així, pot haver-hi grans diferències entre un poema de l'edició original i un volum posterior de la col·lecció. El món que ella va crear no es va definir mai del tot. Fou una escriptora que canviava constantment el seu estil de manera intencionada i conscient.
Els llibres infantils de Świrszczyńska eren d'un tipus diferent, sovint tenien un propòsit educatiu i podien, per exemple. inclou textos per a caps de setmana i festius nacionals, que representen història o llegendes històriques poloneses.
Anna Świrszczyńska també va ser dramaturga i va escriure fins a principis de la dècada del 1970 com a mínim unes 40 obres de teatre i ràdio per a nens i adults. En la seva poesia posterior hi ha una representació teatral en què es complau a expressar-se en poemes de rol. En els molts poemes de dones, per exemple, hi ha la filla, la mare, la dona odiosa, la madrastra vella, etc.
El Premi Nobel Czesław Miłosz va conèixer Świrszczyńska a Varsòvia durant l'ocupació alemanya i des d'aleshores fou un gran admiradora de la seva poesia. Va escriure, entre altres coses, un llibre sobre ella, va traduir els seus poemes a l'anglès i va fer seleccions dels seus poemes en volums de recopilació en anglès i polonès.

## Reculls de poesia
- Wiersze i proza (Poemes i prosa) (1936)
- Liryki zebrane (Recull de lírica) (1958)
- Czarne słowa (Negres paraules) (1967)
- Wiatr (Vent) (1970)
- Jestem baba (Sóc una dona) (1972)
- Poezje wybrane (Poemes seleccionats) (1973)
- Budowałam barykadę (Bastint la barricada) (1974)
- Szczęśliwa jak psi ogon (Feliç com una cua de gos) (1978)
- Cierpienie i radość (Patiment i alegria) (1985)

## Traduccions al català
- El llapis amb el que escric. Edició i traducció a cura de Josep Antoni Ysern i Lagarda. UNED i Edicions 96, 2019 ISBN 843627511X ISBN 9788436275117
- Una dona de cap a peus. Edició i traducció a cura de Josep Antoni Ysern i Lagarda. Edicions 96 (col·lecció Razef Plaquetes, num.11) 2015. ISBN 9788415802518